# Madeline Smith
Madeline Smith (* 2. August 1949 in Hartfield, East Sussex) ist eine britische Schauspielerin bei Film, Bühne und Fernsehen, die mit mittelgroßen Rollen in einigen beträchtlichen Kinoerfolgen der frühen 1970er Jahre mitwirkte. In jungen Jahren hatte sie auch als Fotomodell gearbeitet.

## Leben und Wirken
Die Tochter eines englischen Restaurators und Kinderbuchautors und einer Schweizer Übersetzerin wuchs in Kew Gardens im Südwesten Londons auf. Bis Juli 1967 besuchte die in der Filmstadt Ealing ansässige Madeline Smith eine Klosterschule, ehe sie von dort abging und sich ihr erstes Geld bei Biba, einem Modegeschäft von Barbara Hulanicki, verdiente. Nach nur sechs Wochen wurde der hübsche Teenager von einem Talentsucher entdeckt und für anderthalb Jahre von der Lucie Clayton Modelling Agency unter Vertrag genommen. Als Madeline in einer Anzeige las, dass für einen Film noch Darsteller gesucht werden würden, meldete sie sich dort und erhielt sofort eine Rolle. In den kommenden Monaten wechselte sie zwischen der Filmerei und dem Arbeit als Fotomodell hin und her.
Nach einem noch kleinen Auftritt in der Hammer Films-Produktion Wie schmeckt das Blut von Dracula? (1969) erhielt sie wenige Monate später die deutlich größere Rolle der ebenso unschuldigen wie etwas pausbäckigen Emma Morton, die in Gruft der Vampire in die Fänge einer sehr alten Vampirin (Ingrid Pitt) zu geraten droht. Madeline Smith setzte sich mit diesem auch eine Oben-Ohne-Szene beinhaltenden Horrorfilm schlagartig durch und zog auch in einem ihrer nächsten Produktionen, der „antiken“ Komödie Up Pompeii, wo sie passenderweise ein Mädchen namens Erotica spielte, blank. Anschließend erhielt die Künstlerin eine kleine Nebenrolle in dem All-Star-Horrorfilmklassiker Theater des Grauens und rief sich schließlich mit dem italienischen Bond-Girl Miss Caruso erneut in Erinnerung: Hier gelingt es 007, in der Anfangssequenz von Leben und sterben lassen, mittels einer magnetischen Armbanduhr den Reißverschluss ihres Kleides herunterzuziehen.
Neben ihrer Arbeit für den Film besaß auch das Fernsehen sowie die Bühne einige Bedeutung in Madeline Smiths Karriere. Sie spielte an der Seite von Alec Guinness in dem Stück Habeas Corpus und wirkte viele Jahre später auch in dem Agatha-Christie-Dauerbrenner Die Mausefalle mit. Nach einigen wenigen weiteren Filmen, darunter das Hammer-Spätwerk Frankensteins Höllenmonster von Altmeister Terence Fisher, und zahlreichen Gastauftritten in Fernsehserien entschloss sich Madeline Smith dazu, die Schauspielerei weitgehend zugunsten eines Englisch-Studiums am Goldsmith College in London zu reduzieren. Nach langer Abwesenheit kehrte sie 2011 für eine Fernsehproduktion vor die Kamera zurück. Madeline Smith war bis zu dessen Tod im Januar 1989 mit dem britischen Schauspieler David Buck (1936–1989) verheiratet. Mit ihm hat sie eine 1984 geborene Tochter.

## Filmografie
- 1967: The Mini-Affair
- 1968: Das Doppelleben der Sister George (The Killing of Sister George)
- 1969: Flesh and Love – Die hungrigen Mädchen (Some Like It Sexy)
- 1969: Pussycat, Pussycat, I Love You
- 1970: Wie schmeckt das Blut von Dracula? (Taste the Blood of Dracula)
- 1970: Gruft der Vampire (The Vampire Lovers)
- 1970: Tam-Lin
- 1971: The Two Ronnies (TV-Serie)
- 1971: Doctor at Large (TV-Serie)
- 1971: Up Pompeii
- 1971: Jason King (TV-Serie, eine Doppelfolge der TV-Serie)
- 1971: Die herrlichen sieben Todsünden (The Magnificent Seven Deadly Sins)
- 1971: Die Zwei (The Persuaders, eine Folge der TV-Serie)
- 1972: Clochemerle (TV-Mehrteiler)
- 1972: Die total verrückte Oberschwester (Carry On Matron)
- 1972: Kommandosache ‘Nackter Po’ (Up the Front)
- 1972: Die Wunder des Herrn B. (The Amazing Mr Blunden)
- 1972: The Love Ban
- 1973: Theater des Grauens (Theatre of Blood)
- 1973: James Bond: Leben und sterben lassen (Live and Let Die)
- 1973: Take Me High
- 1973: Frankensteins Höllenmonster (Frankenstein and the Monster from Hell)
- 1974: Percy – Der Potenzprotz (Percy's Progress)
- 1974: Galileo
- 1975: Vagabund in 1000 Nöten (The Bawdy Adventures of Tom Jones)
- 1976: Shadows of Doubt (Kurzfilm)
- 1976: Fern, the Red Deer
- 1978, 1983: Der Doktor und das liebe Vieh (All Creatures Great and Small, TV-Serie, zwei Folgen)
- 1980: Warum haben sie nicht Evans gefragt? (Why Didn't They Ask Evans?)
- 1981: The Bagthorpe Saga (TV-Mehrteiler)
- 1984: The Passionate Pilgrim (Kurzfilm)
- 1982–1986: Eureka (TV-Serie)
- 2011: Doctors (TV-Serie, eine Folge)